# Ratched
Ratched é uma série de televisão de drama norte-americana sobre a personagem de mesmo nome do romance de Ken Kesey de 1962, Um Estranho no Ninho. Criada por Evan Romansky e desenvolvida por Ryan Murphy, a série é estrelada por Sarah Paulson no papel-título e serve como uma prequela do romance. Estreou na Netflix em 18 de setembro de 2020. Em agosto de 2022, Sarah Paulson disse estar insegura se a segunda temporada ainda aconteceria; em fevereiro de 2024, Ratched foi cancelada após a primeira temporada, sendo confirmado por Paulson.

## Premissa
Ratched é uma série dramática de suspense que conta a história da origem da enfermeira de asilo Mildred Ratched. Em 1947, Mildred chega ao norte da Califórnia para procurar emprego em um importante hospital psiquiátrico, onde novos e inquietantes experimentos começaram na mente humana. Em uma missão clandestina, Mildred se apresenta como a imagem perfeita do que uma enfermeira dedicada deve ser, mas as rodas estão sempre girando e quando ela começa a se infiltrar no sistema de saúde mental e nas pessoas dentro dele, o exterior elegante de Mildred esconde uma escuridão crescente que há muito tempo está ardendo por dentro, revelando que verdadeiros monstros são feitos, não nascem.

## Elenco

### Principal
- Sarah Paulson como Enfermeira Mildred Ratched.
- Finn Wittrock como Edmund Tolleson, o irmão assassino e mentalmente instável de Ratched, um interno do Lucia State Hospital.
- Cynthia Nixon como Gwendolyn Briggs, secretária de imprensa e gerente de campanha do governador Willburn e o interesse amoroso de Ratched.
- Jon Jon Briones como Dr. Richard Hanover / Dr. Manuel Bañaga, diretor do Lucia State Hospital.
- Charlie Carver como Huck Finnigan, ordenança do Lucia State Hospital, seu rosto está gravemente desfigurado por ter lutado na guerra.
- Judy Davis como Enfermeira Betsy Bucket, enfermeira-chefe do Lucia State Hospital e rival de Ratched.
- Sharon Stone como Lenore Osgood, uma rica herdeira que contrata um assassino.

### Recorrente
- Corey Stoll como Charles Wainwright
- Vincent D'Onofrio como George Milburn, o governador da Califórnia.
- Alice Englert como Enfermeira Dolly, interesse amoroso de Edmund.
- Amanda Plummer como Louise
- Jermaine Williams como Harold
- Annie Starke como Lily Cartwright
- Brandon Flynn como Henry Osgood
- Sophie Okonedo como Charlotte Wells
- Michael Benjamin Washington como Trevor Briggs, marido de Gwendolyn, com quem ela se casou.

### Convidado
- Hunter Parrish como Padre Andrews
- Robert Curtis Brown como Monsenhor Sullivan
- David Wells como Padre Murphy
- Emily Mest como Enfermeira Amelia Emerson
- Daniel Di Tomasso como Dario  Salvatore
- Harriet Sansom Harris como Ingrid
- Liz Femi como Lenora
- Joseph Marcell como Len Bronley
- Ben Crowley como Reggie Hampson
- Rosanna Arquette como Annie
- Kerry Knuppe como Doris Mayfair
- Benjamin Rigby como Case Hitchen
- Teo Briones como Peter, um menino que é lobotomizado pelo Dr. Hanover para curar o sonho acordado.

## Episódios

### 1.ª temporada (2020)
| N.º | Título Original Título no Brasil                         | Dirigido por      | Escrito por                                | Lançamento             |
| --- | -------------------------------------------------------- | ----------------- | ------------------------------------------ | ---------------------- |
| 1 | "Pilot" "Piloto"                                         | Ryan Murphy       | Evan Romansky                              | 18 de setembro de 2020 |
| Em 1947, Edmund Tolleson assassinou quatro padres, um dos quais afirma ser seu pai. Seis meses depois, ele é preso e condenado por 120 dias ao Lucia State Hospital, um instituto mental no Norte da Califórnia. Mildred Ratched rouba a posição de uma enfermeira no mesmo hospital por meio de chantagem. Enquanto o governador George Willburn visita o hospital para obter financiamento, Ratched faz uma manobra ao administrar um medicamento para reduzir a pressão em um paciente idoso. Quando o paciente sofre um choque cardiogênico, Ratched o salva na frente da imprensa e do governador. Ela então provoca Salvatore, um paciente abandonado, a cometer suicídio no consultório do Dr. Hanover. Ratched garante ao Dr. Hanover a ocultação do incidente, ganhando sua confiança. Quando Edmund chega ao hospital, ele e Ratched se abraçam. |                                                          |                   |                                            |                        |
| 2 | "Ice Pick" "Picador de gelo"                             | Ryan Murphy       | Ian Brennan                                | 18 de setembro de 2020 |
| Dr. Hanover realiza lobotomia em um sujeito que resulta em fracasso. Ele então apresenta um procedimento mais conveniente envolvendo um picador de gelo. Ratched visita o padre Andrews, um sobrevivente e testemunha dos assassinatos de Edmund, e o convence em uma entrevista com o Dr. Hanover. Gwendolyn Briggs, a gerente de campanha do governador, leva Ratched a um clube feminino em Monterey. Ratched fica ofendida por ser considerada lésbica e vai embora. O padre Andrews concorda em entrevistar o Dr. Hanover. Ratched o leva para seu quarto de motel e registra sua confissão, alegando ter feito isso para o Dr. Hanover. Ela o seda e, após revelar que Edmund é seu irmão, executa o furador de gelo nele. O procedimento deixa o padre Andrews em estado de catatonia. |                                                          |                   |                                            |                        |
| 3 | "Angel of Mercy" "Anjo da compaixão – Parte 1"           | Nelson Cragg      | Ian Brennan                                | 18 de setembro de 2020 |
| Wainwright, um detetive particular, visita Lenore Osgood com a notícia de que Hanover é um pseudônimo de Manuel Bañaga, que foi o responsável pela mutilação de seu filho Henry que o deixou sem membros. Ela contrata Wainwright para matar Hanover. Hanover desenvolve uma nova terapia que envolve a imersão dos pacientes em água excessivamente quente. Ratched fica sabendo que a enfermeira Dolly está tendo relações sexuais com Edmund. Hanover escapa de uma tentativa de assassinato. Ratched tem um interlúdio em seu quarto de hotel com Wainright; ela mostra imagens de Gwendolyn durante o sexo. Ratched pergunta a Hanover por que ele está sendo caçado e ele explica como causou os ferimentos de Henry em um procedimento malsucedido após ser drogado por ele. Ratched se oferece para ajudá-lo a se esconder. |                                                          |                   |                                            |                        |
| 4 | "Angel of Mercy: Part Two" "Anjo da compaixão – Parte 2" | Michael Uppendahl | Evan Romansky                              | 18 de setembro de 2020 |
| O governador está ansioso para ver Edmund considerado apto para julgamento devido às próximas eleições. Dolly confessa sua atração por homens perigosos para Ratched, que se oferece para marcar um encontro. Hanover está se automedicando com tiopental sódico. Huck Finnigan sabota as banheiras de hidromassagem para evitar que outro paciente seja abusado. Wainwright continua procurando por Hanover. Ratched se oferece para ajudar. Eles fazem sexo de novo, e Gwendolyn ouve. Ratched e Finnigan ajudam os dois pacientes a escapar de quem Hanover estava abusando. Ratched leva Wainwright para o hospital. Wainwright vai até o escritório de Hanover, mas Hanover consegue deixá-lo inconsciente. Wainwright é morto pelo guarda do hospital enquanto escapava. Ratched contata Osgood para dizer a ela que Wainwright está morto e sugere que ela vá até a Lucia. Finnigan diz a Ratched que ela é um anjo de misericórdia por ajudar os dois pacientes a escaparem, fazendo com que Ratched tenha um flashback de quando ela sacrificou um soldado que estava sofrendo.            |                                                          |                   |                                            |                        |
| 5 | "The Dance" "O baile"                                    | Michael Uppendahl | Jennifer Salt & Ian Brennan                | 18 de setembro de 2020 |
| Ratched chantageia Hanover para que Edmund não seja julgado e a faça sua enfermeira-chefe. Ratched instrui Edmund a agir como louco durante a próxima dança. Charlotte Wells extremamente agitada é admitida com transtorno de personalidade múltipla. Edmund pede a Ratched para fornecer a ele uma faca para o baile, dizendo que ele se cortará para convencer a todos de que ele é louco. Hanover teve um grande avanço com Charlotte e, mais tarde, chora com a intensidade emocional da experiência. Bucket, enganada por Ratched, busca um relacionamento romântico com Hanover. Hanover vê Osgood perseguindo-o e pede ajuda a Ratched. Ratched se encontra com Osgood e concorda em matar Hanover. No baile, Hanover perde a paciência e diz a Bucket o quanto a odeia. Edmund mata o guarda e foge com Dolly, que atira em Gwendolyn. |                                                          |                   |                                            |                        |
| 6 | "Got No Strings" "Tire a calça"                          | Jessica Yu        | Ian Brennan                                | 18 de setembro de 2020 |
| Edmund e Dolly se escondem em uma casa de fazenda abandonada. Gwendolyn recupera a consciência no hospital. Ratched começa a ter sentimentos por Gwendolyn. Ratched tem um flashback de sua infância horrível enquanto assistia a um show de marionetes com Gwendolyn, e provoca uma cena, mais tarde confessando a Gwendolyn que Edmund é seu irmão. Edmund e Dolly são capturados, Dolly tenta trocar tiros com a polícia, mas acaba morrendo no tiroteio. Edmund é devolvido ao hospital acorrentado. O governador fica furioso e convence Hanover a certificar que Edmund está apto para julgamento. Ele também corta o financiamento do hospital e despede Gwendolyn. |                                                          |                   |                                            |                        |
| 7 | "The Bucket List" "A lista"                              | Jennifer Lynch    | Ian Brennan                                | 18 de setembro de 2020 |
| Bucket descobre sobre a relação entre Ratched e Edmund, e como Ratched lobotimizou o Padre Andrews para silenciá-lo. Ela confronta Ratched, que confessa que foi expulsa do exército por eutenizar soldados. Bucket é solidária e concorda que Edmund não deve ser executado. Elas se encontram com um rico benfeitor e organizam o apoio contínuo do hospital e que Hanover seja denunciado à polícia. Ratched ajuda Hanover a escapar, junto com Charlotte. Enquanto se escondia em um motel, Charlotte tem um surto psicótico e mata Hanover. Quando ela se recupera, ela chama Ratched para obter ajuda. Ratched ajuda Charlotte a escapar, então coleta a cabeça de Hanover para dar a Osgood. Osgood mostra a cabeça para Henry, que a mata. Ratched diz a Gwendolyn que ela a ama, Gwendolyn diz a Ratched que ela tem câncer terminal. Em seu testamento, Osgood deixa sua propriedade para seu macaco de estimação, e especifica que Henry deve ser internado em um hospital psiquiátrico pelo resto da vida. Bucket assume a chefia do hospital, nomeando Finnigan como enfermeiro-chefe. |                                                          |                   |                                            |                        |
| 8 | "Mildred and Edmund" "Mildred e Edmund"                  | Daniel Minahan    | Ian Brennan, Evan Romansky & Jennifer Salt | 18 de setembro de 2020 |
| Edmund está condenado para ser executado em uma cadeira elétrica. Ratched e Gwendolyn apelam ao governador por misericórdia, sem sucesso. Elas se encontram com Bucket. Ratched sugere um plano em que ela matará Edmund humanamente. Charlotte aparece no hospital, acreditando ser Hanover, e jura salvar Edmund da execução. Ela encontra uma arma na mesa de Hanover e se torna agressiva, matando Finnigan e um guarda. Ela liberta Edmund, que pega a arma do guarda e força Bucket a contar o plano de Ratched. Ele e Charlotte escapam, mais tarde levando a proprietária do motel, Louise, como cúmplice. Dois anos depois, ele telefona para Ratched, depois de rastreá-la com Gwendolyn até o México e prometendo matá-la, mas não antes de Ratched dizer que ela o encontrará primeiro. |                                                          |                   |                                            |                        |

## Produção

### Desenvolvimento
Em 6 de setembro de 2017, foi anunciado que a Netflix havia dado à produção uma ordem de série de duas temporadas, consistindo de nove episódios cada. Netflix supostamente ganhou uma guerra de lances sobre Hulu e Apple, que também estavam interessados em desenvolver o projeto. A série foi criada por Evan Romansky, que também escreveu o piloto. Seu roteiro acabou sendo recebido pelo produtor de televisão Ryan Murphy, que então passou um ano garantindo os direitos da personagem Enfermeira Ratched, e a participação do espólio de Saul Zaentz e de Michael Douglas, dono dos direitos de exibição de One Flew Over The Cuckoo's Nest. Espera-se que Murphy dirija os produtos piloto e executivo ao lado de Douglas, Aleen Keshishian, Margaret Riley e Jacob Epstein. As produtoras envolvidas na série devem incluir a Fox 21 Television Studios, a Saul Zaentz Company e a Ryan Murphy Productions. Mac Quayle, que frequentemente colaborou com Murphy, irá compor a trilha sonora da série.

### Seleção de elenco
Juntamente com o anúncio inicial da série, foi anunciado que Sarah Paulson havia sido escalada para o papel principal da Enfermeira Ratched. Em dezembro de 2018, foi anunciado que Finn Wittrock e Jon Jon Briones haviam se juntado ao elenco da série. Em 14 de janeiro de 2019, foi anunciado que Charlie Carver, Judy Davis, Harriet Harris, Cynthia Nixon, Hunter Parrish, Amanda Plummer, Corey Stoll e Sharon Stone foram escalados para a série. Em 4 de fevereiro de 2019, foi relatado que Rosanna Arquette, Vincent D'Onofrio, Don Cheadle, Alice Englert, Annie Starke e Stan Van Winkle foram escalados para papéis recorrentes. Em 29 de julho de 2020, foi relatado que Sophie Okonedo, Liz Femi e Brandon Flynn foram escalados para papéis recorrentes.

### Filmagens
As filmagens da primeira temporada aconteceram no início de 2019, em Los Angeles.

## Lançamento
A série estreou em 18 de setembro de 2020. O trailer oficial da série foi lançado em 4 de agosto de 2020.
Em seu primeiro dia de lançamento, a série atingiu o primeiro lugar em cinquenta países no serviço de streaming.

## Recepção

### Audiência
Em sua primeira semana de lançamento, Ratched foi classificado em primeiro lugar de acordo com Nielsen ratings, que anunciou que o show foi visto por um total de 972 milhões de minutos. De acordo com a Netflix, a série foi vista por 48 milhões de pessoas, nas primeiras quatro semanas.

### Crítica
Para a série, o agregador de resenhas Rotten Tomatoes coletou 84 resenhas críticas e identificou 60% delas como positivas, com uma classificação média de 6,19/10. O consenso dos críticos do site afirma: "Ratched é inegavelmente elegante, mas buracos obscenos na trama e caracterizações de desenho animado minam sua produção deslumbrante e performances comprometidas." O Metacritic atribuiu à série uma pontuação média ponderada de 49 em 100 com base nas avaliações de 31 críticos, indicando "avaliações mistas ou médias".
Em uma crítica de 5/5 estrelas, Nicholas Barber da BBC.com escreveu: "Ratched aumenta tudo, do design profundamente colorido à música estilo Bernard Herrmann e ao enredo de novela noir que goteja sexo e violência. Mas não é puro acampamento. Os soberbos roteiros de Romansky mantêm o controle rígido dos personagens e suas histórias entrelaçadas, e há algumas descrições assustadoramente precisas do tratamento psiquiátrico brutal dos anos 1940. Ratched também é estranhamente grande para uma série tão horrível. uma multidão de vilões, quase ninguém que pudesse ser classificado como heróico, mas todos são vulneráveis, e a maioria deles são motivados pelo amor - mesmo que esse amor os inspire a contratar um assassino para decapitar um velho inimigo." Alexandra Pollard do The Independent, que avaliou como 4/5, considerou a história de origem "pensativa e sedutora".
Darren Franich da Entertainment Weekly deu à série um C- e descreveu as roupas da série como "são legais, mas estão vestindo um cadáver". Revendo a série para o The Hollywood Reporter, Inkoo Kang escreveu que, "As performances são fantásticas em todos os aspectos, mas Nixon - interpretando o interesse amoroso de Mildred - exibe tal fragilidade, sensualidade e decência que sua vez acaba parecendo que pertence a uma produção muito melhor." TVLine escreveu que a série "pode ser o esforço mais vazio [de Ryan Murphy] ainda", dando-lhe um D. Prathyush Parasuraman, um crítico de cinema da Film Companion diz: "Com 8 partes, cada episódio de 50 minutos contém em sua produção extravagante um tédio devastador."